# 富士苹果
富士苹果是苹果的栽培品种之一，是由日本青森县藤崎町農林水產省園藝試驗場東北支場的培育者於1930年代末期培育的，并於1962年引進市場。富士蘋果是由美国的五爪蘋果与国光苹果（原产于美国弗吉尼亚州）两个变种杂交得到的。
富士蘋果名稱是1962年於日本「全國蘋果協議會名稱選考會」以藤崎町（FUJIsaki）的第一個字及富士山的名字雙關命名的。似乎也與第一屆日本小姐、昭和時代美女代名詞的山本富士子有關。

## 特征
富士苹果的特点是体积很大，遍体通红，形状很圆，平均大小如棒球一般。果实的重量中，有9－11%是单糖，而且其果肉紧密，比其他很多苹果变种都要甜美和清脆，因此受到全世界消费者的广泛喜爱。富士苹果与其他苹果相比有更长的最佳食用日期，甚至无需放入冰箱保存。室温下可保存4个月，如果放入冰箱，富士苹果可保存5到7个月。

## 市场
在日本，富士苹果是无比畅销的。日本消费者偏爱富士苹果清脆和甜美的口感，进而排斥其他种类的苹果，因此日本苹果的进口量很低。青森县无疑是最为知名的苹果种植区。在每年大约90万吨的日本苹果总产量中，有50万吨来自青森县。 
日本在2006年收获了46万吨苹果，占了苹果总产量的55%，其中青森县收获最多，产量达到22.6万吨，其次是長野县，达到11.5万吨。

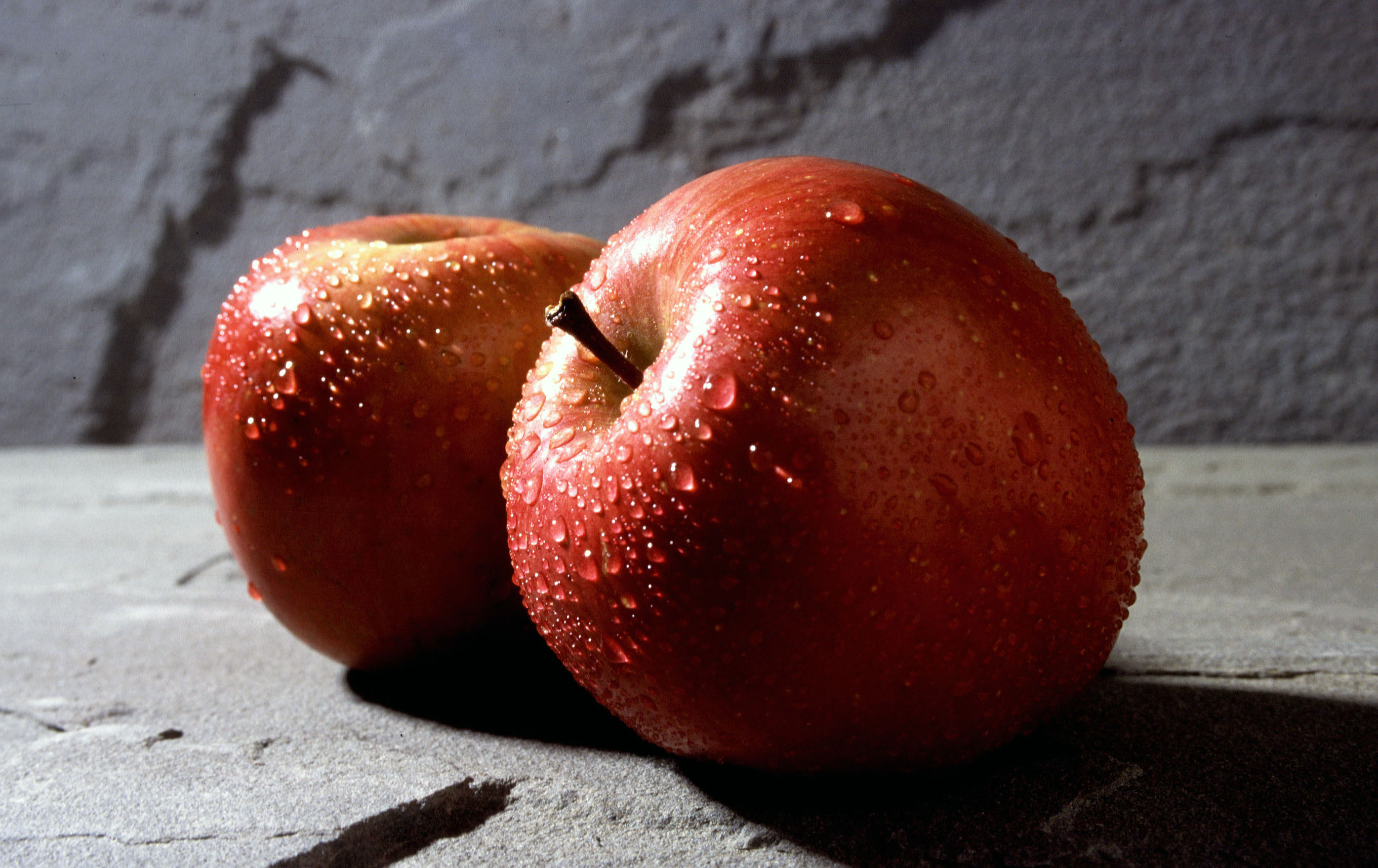
富士苹果

日本以外的國家，富士苹果同样越来越受欢迎。例如，富士苹果产量占中国2000万吨苹果总产量的45%，而且逐年增长。1980年代，富士苹果被引进美国市场后，同样也愈加为美国消费者所青睐。仅仅10年，富士苹果就从超市里的陌生果品成为美国最受欢迎的苹果之一，2003年在美国苹果协会发布的“最受欢迎苹果”排行榜上位列第4，仅次于五爪蘋果、金冠苹果和加拉苹果。由于国内外市场对富士苹果需求量在增长，富士苹果现在於华盛顿、纽约和加利福尼亚等美国的传统苹果种植区栽培。作为五爪蘋果的原产地和产出美国半数苹果的栽培者的聚集地，华盛顿每年产出约13.5万吨富士苹果，而只有五爪蘋果和金冠苹果的产量超过富士苹果。

## 参见

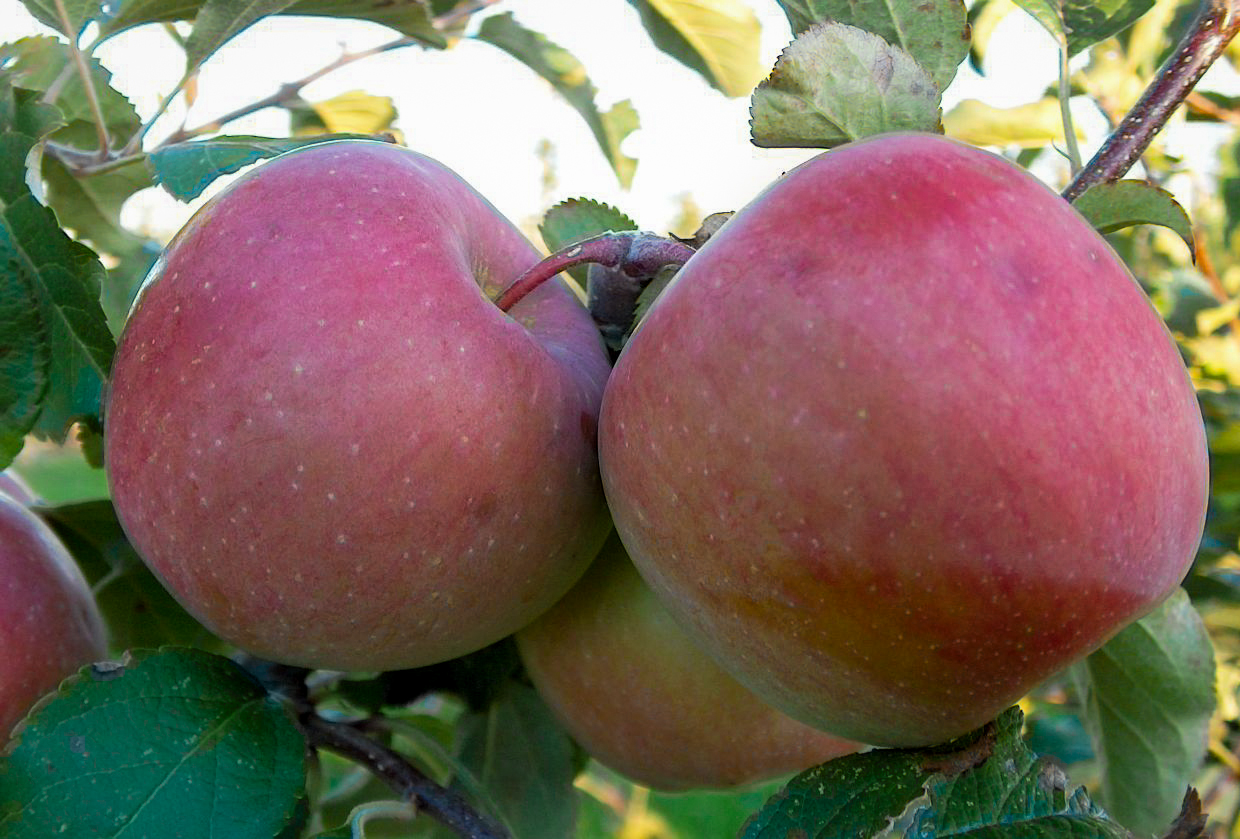
树上的富士菊苹果